# 林思宇
林思宇（1991年6月2日—），藝名宇宙，台灣新生代女藝人。2014年以女子團體A'N'D出道，並擔任隊長。畢業於文藻外語學院五專部德國語文科、淡江大學財務金融學系、國立台灣大學農業經濟學系碩士班。2019年首次在台視、三立偶像劇《月村歡迎你》擔綱第一女主角。現為《完全娛樂》主持人。2021年加盟熱門運動實境節目《全明星運動會》為第三季紅隊Red Fire成員。

## 影視作品

### 主持
| 年份   | 頻道               | 節目名稱     | 單元名稱                                   | 播出日期                      | 合作藝人                              | 備註                   |
| 2016年 | 八大綜合台         | 娛樂百分百   | 百分百前進沖繩 （A'N'D 宇宙&Sunnee游沖繩） | 2016年9月－10月               | A'N'D（Sunnee）                       |                        |
| 2016年 | 三立都會台         | 完全娛樂     | 就是要john玩-京都行                        | 2016年10月                    | 程予希                                |                        |
| 2016年 | 三立都會台         | 完全娛樂     |                                            | 2016年11月至今                | 以綸、子閎、納豆、Teddy、阿達、夏和熙 | 固定主持（網路、電視） |
| 2017年 | 三立都會台         | 完全娛樂     | 夜市大富翁                                 | 2017年6月                     | Teddy                                 |                        |
| 2017年 | 三立都會台         | 完全娛樂     | 我們上床吧                                 | 2017年7月－2018年2月          | 小奕                                  |                        |
| 2017年 | 三立都會台         | 完全娛樂     | 勇闖中台灣                                 | 2017年12月16日                | 子閎                                  |                        |
| 2017年 | PlayStation Taiwan | 玩樂DNA      |                                            | 2017年10月31日、2018年2月13日 | 偉晉                                  | 網路直播               |
| 2019年 | 快樂大學           | 熊宇宙計畫   | 從時事尋找快樂哲學                         | 2019年12月30日至今            | 熊仁謙                                | youtube網路頻道        |
| 2020年 | podcast            | 別說你懂哲學 |                                            | 2020年11月10日至今            | 熊仁謙                                | podcast網路頻道        |
| 2021年 | podcast            | 閨屬感       |                                            | 2021年1月4日至今              | 程予希                                | podcast網路頻道        |

### 戲劇/迷你劇集
| 年份   | 電視台                        | 戲劇名稱           | 角色             | 性質/備註 |
| 2014年 | 八大綜合台                    | 終極惡女           | 凱特             | 女二      |
| 2016年 | 芒果TV 八大綜合台 愛奇藝      | 終極遊俠           | 春麗             | 配角      |
| 2016年 | 八大綜合台 愛奇藝台灣站       | High 5 制霸青春    | 劉小花           | 女三      |
| 2017年 | TVBS歡樂台                    | 酸甜之味           | 童曉媛           | 配角      |
| 2017年 | 台視、八大戲劇台              | 我的男孩           | Amy              | 配角      |
| 2018年 | 三立都會台                    | 三明治女孩的逆襲   | 利莉安           | 配角      |
| 2018年 | TVBS歡樂台                    | 翻牆的記憶         | 年輕時期的許淑靜 | 客串      |
| 2018年 | 公共電視                      | 憤怒的菩薩         | 林彩琴           | 女二      |
| 2019年 | 台視 三立都會台               | 月村歡迎你         | 南月禮           | 女一      |
| 2020年 | TVBS歡樂台                    | 粉紅色時光         | 學生時期的汪麗雅 | 客串      |
| 2021年 | 八大戲劇台 衛視中文台         | 她們創業的那些鳥事 | 鄭義鈴           | 客串      |
| 2021年 | HBO                           | 誰在你身邊         | 尹茜             | 客串      |
| 2022年 | Disney+                       | 台北女子圖鑑       | 林怡淨           | 女三      |
| 2024年 | 八大戲劇台 Hami Video         | 妳是我的姐妹       | 王薔             | 女三      |
| 2024年 | Hami Video MyVideo friDay影音 | 妮波自由式         | 彭心鎂(Pony)     | 主演      |
| 2024年 | 來！金來號                    |                    |                  |           |

### 電影
| 年份   | 電影名稱       | 角色名稱   | 導演     |
| 2018年 | 再一次，台灣見 | 小林       | 三原慧悟 |
| 2025年 | 有病才會喜歡你 | 小阿姨李蕾 | 許富翔   |
| 2026年 | 厄魂           |            | 邱晧洲   |

### 微電影/短片
| 年份   | 名稱                             | 角色             |
| 2010年 | 文藻畢展【青 春夢】藍色37°C      | 女主角小魚       |
| 2013年 | 聽見下雨的聲音 前導校園版微電影  | 打工小妹         |
| 2017年 | 第六號人生跑道篇 資生堂微電影    | 田徑賽學生運動員 |
| 2017年 | Beseye年度微電影《無悔付出的愛》 | 琪琪             |
| 2024年 | 對面                             | 女主角青青       |

### 音樂錄影帶MV
| 年份       | 歌名           | 歌手   |
| 2011年12月 | Love U U       | 林俊傑 |
| 2017年11月 | 祝你幸福       | 黃少谷 |
| 2017年11月 | 毫無保留       | 黃少谷 |
| 2018年9月  | 再見煙火       | 卓義峰 |
| 2021年5月  | 太壞           | 黃新峰 |
| 2022年10月 | 女字旁         | 丁噹   |
| 2024年3月  | 分合(有情人篇) | Energy |

## 綜藝節目

### 固定出演
| 年份        | 播放頻道                 | 節目名稱               | 集數   |
| 2015年      | A'N'D 土豆網官方專屬頻道 | 寂寞實驗SHOW           | 共22期 |
| 2021-2022年 | 三立都會台、台視         | 《全明星運動會》第三季 | 共18集 |

## 出版物

### 電視刊物
| 發行日         | 出版社   | 書名                          |
| 2014年11月15日 | 水靈文創 | 《終極惡女 人物誌》           |
| 2014年12月23日 | 水靈文創 | 《終極惡女 故事寫真》         |
| 2015年1月26日  | 水靈文創 | 《終極惡女 決戰銅時空筆記書》 |
| 2016年12月8日  | 台灣角川 | 《High5 制霸青春 原創小說》   |
| 2016年12月8日] | 台灣角川 | 《High5 制霸青春 熱血寫真本》 |

### 雜誌
| 發行日        | 出版社 | 主題         |
| 2015年9月1日  | Cool   | 我的球鞋年代 |
| 2015年10月1日 | Cool   | SCHOOL DAYS  |
| 2016年10月1日 | Cool   | 秋冬軍戎集結 |
| 2017年6月2日  | 華流   | 2017 第49期  |

## 廣告/代言/宣傳大使
- 2012 橘平屋-海苔
- 2012 泰山-冰鎮紅茶
- 2012 味全-大麥優酪乳
- 2015 康和期經
- 2015 太極熊貓
- 2016 肯德基-醬玩派對桶
- 2017 遠東百貨-珍愛情人
- 2017 7-Eleven涼麵篇
- 2017 太和工房
- 2017 天堂2
- 2017 Beseye智慧家庭攝影機
- 2017 SONY【RX100 III│隱身女孩 ‧ 隱身但不凡】
- 2018 日本觀光局形象影片【北海道篇】
- 2021 TKLAB羊珞素保養品 代言人
- 2022 Nivea妮維雅 品牌好友
- 2023 Havaianas品牌形象
- 2024 斯朵利-黃金比例酵素果凍 代言人
- 2024 MOLLIFIX機能運動系列 代言人
- 2025 Carman's康麥滋穀物棒 代言人

## 公益活動
- 2017年-小人小學志工投入小草書屋 夢想學校攜手做公益–小學公益日

## 獎項及票選

### 票選活動
| 年份 | 票選活動名稱                                   | 項目   | 結果 |
| 2015 | Fanily分享你上帝太偏心！才貌兼備的超能才女大PK | 第一名 | 獲獎 |

## 外部連結
- 宇宙 林思宇 個人官方粉絲專頁（页面存档备份，存于）
- 宇宙 林思宇 個人官方微博（页面存档备份，存于）
- 宇宙 林思宇 個人官方Instagram （页面存档备份，存于）
- 林思宇的Facebook專頁